# Ꚃ
Ne doit pas être confondu avec la lettre cyrillique dzé ‹ Ѕ ѕ › ni avec les lettres latines ech ‹ Ʃ ʃ › ou esse ‹ S s ›.
Le dzwé (capitale Ꚃ, minuscule ꚃ) est une lettre additionnelle de l’alphabet cyrillique qui était utilisée dans l’écriture de l’abkhaze dans l’alphabet de 37 lettres de 1862 de Peter von Uslar et dans l’alphabet de 55 lettres de 1909 d’Andreï Tchotchoua (ru).

## Utilisation
Le dzwé a été utilisé dans l’alphabet abkhaze de Peter von Uslar de 1862, dans l’alphabet abkhaze de Gulia et Machavariani publié en 1892 et dans l’alphabet abkhaze de Andreï Tchotchoua (ru) en usage de 1909 à 1926.

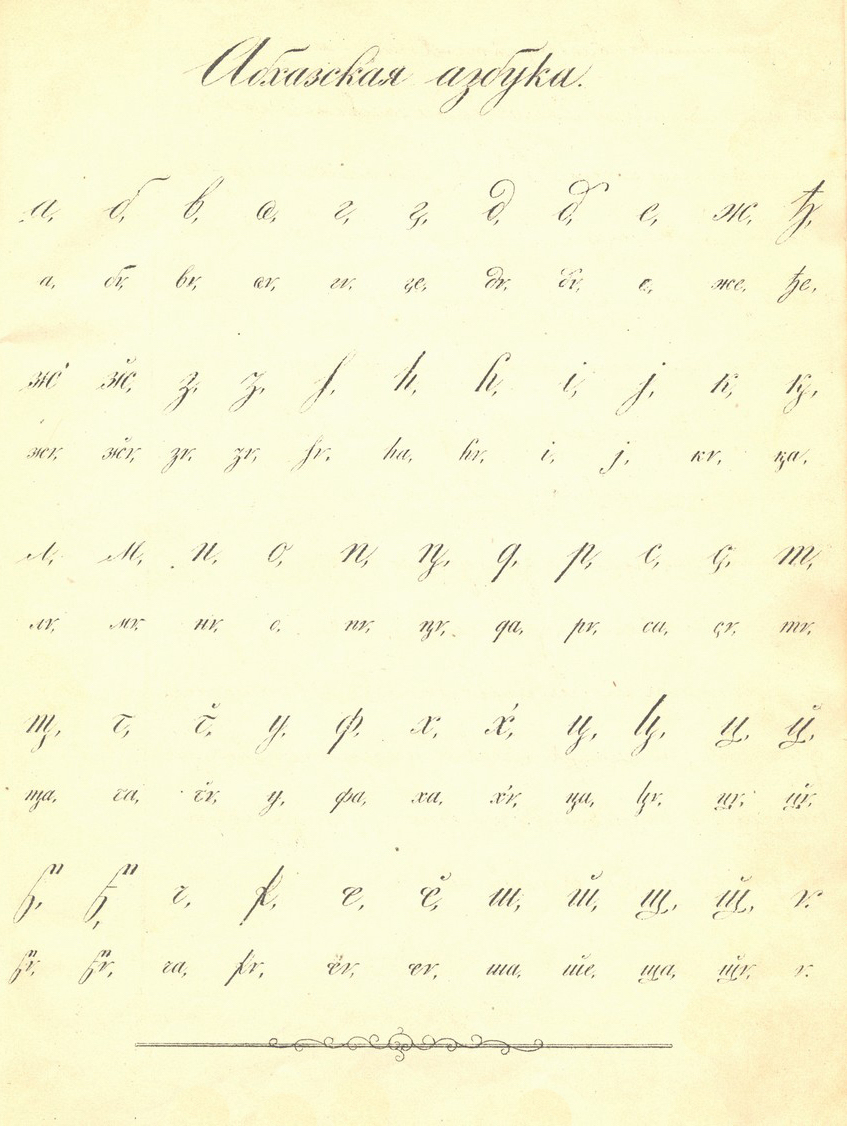
Alphabet abkhaze dans von Uslar 1862.
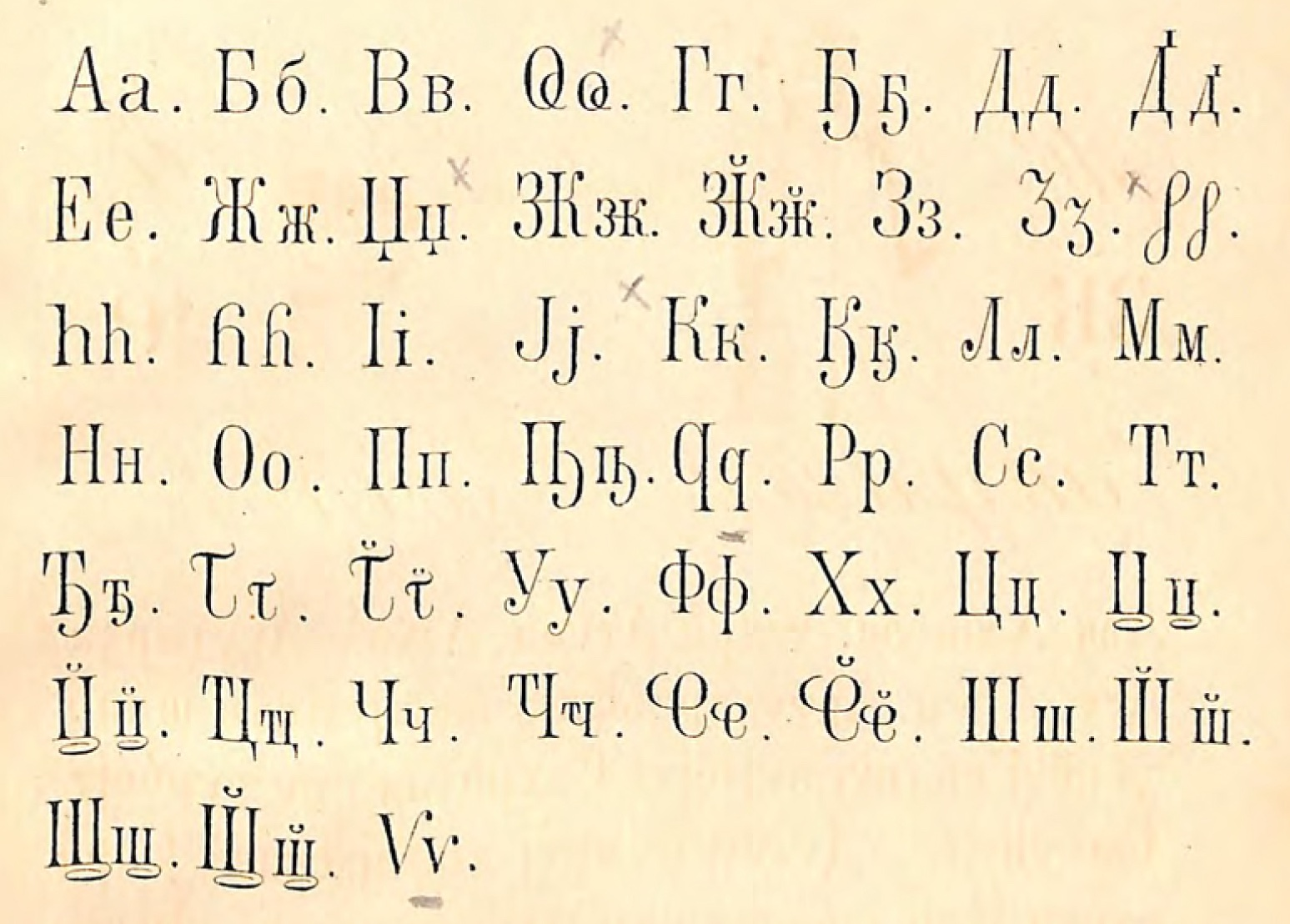
Alphabet abkhaze dans Gulia et Machavariani 1892.
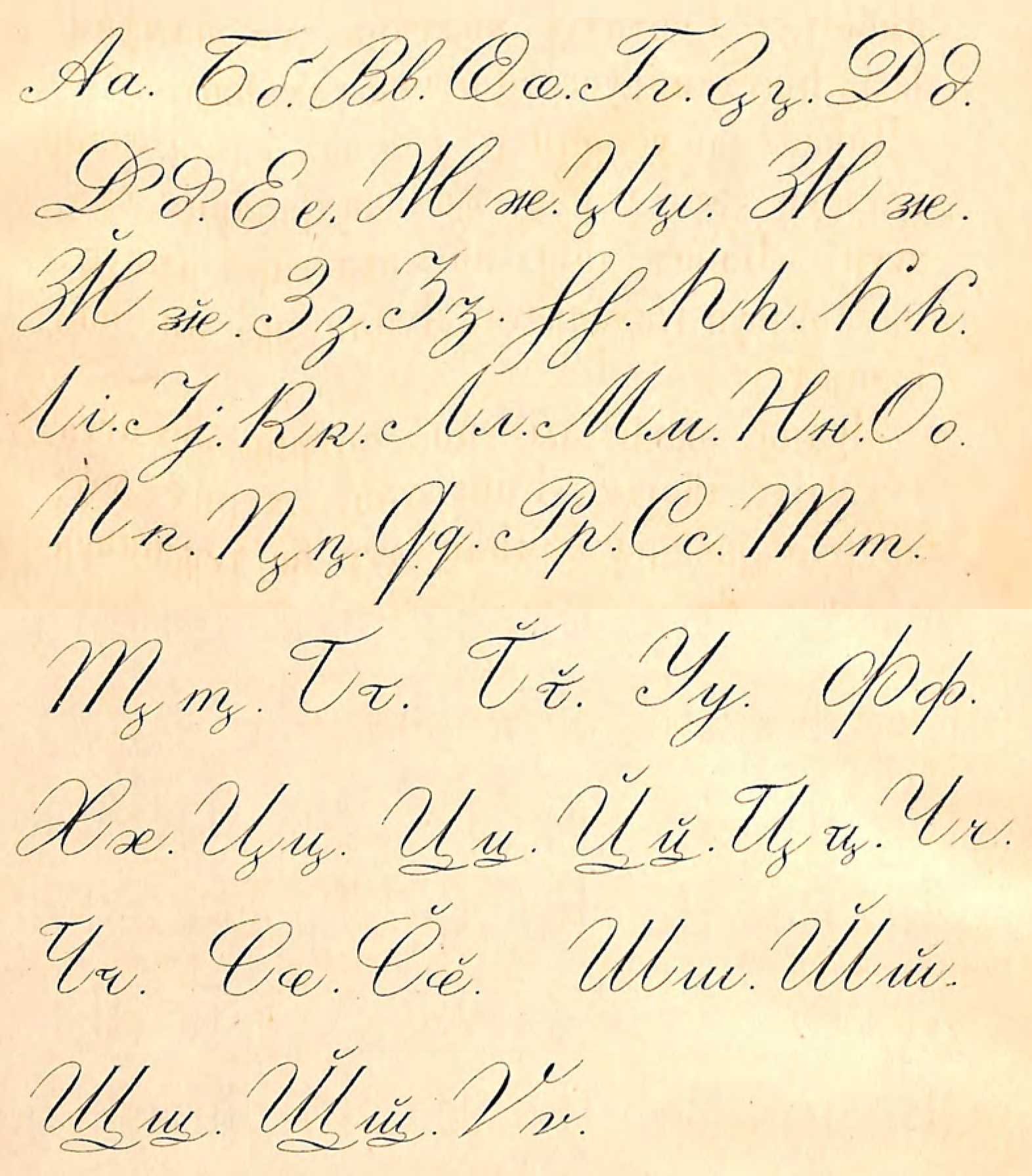
Alphabet abkhaze en écriture cursive dans Gulia et Machavariani 1892.
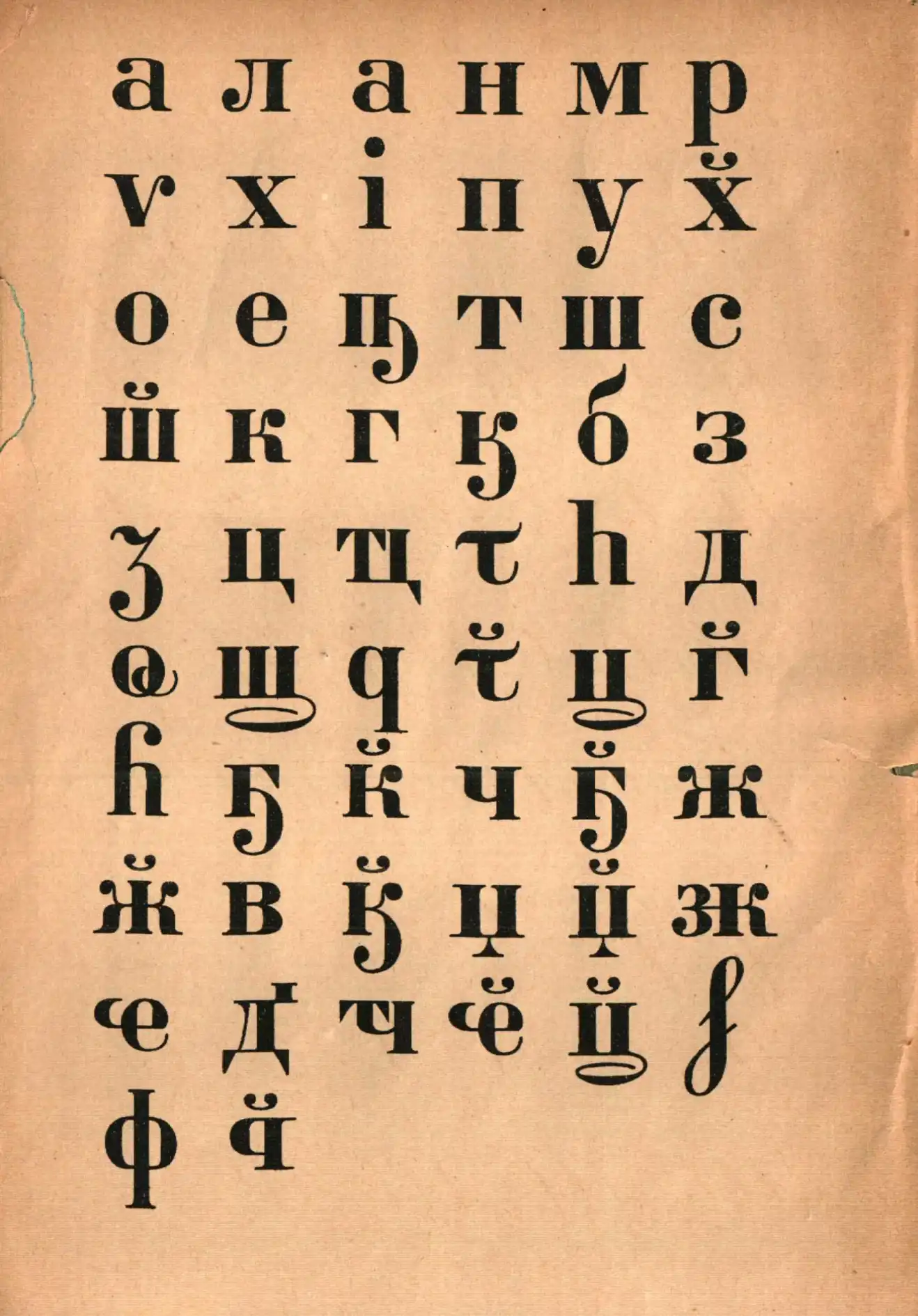
Alphabet abkhaze dans Tchotchoua 1909.

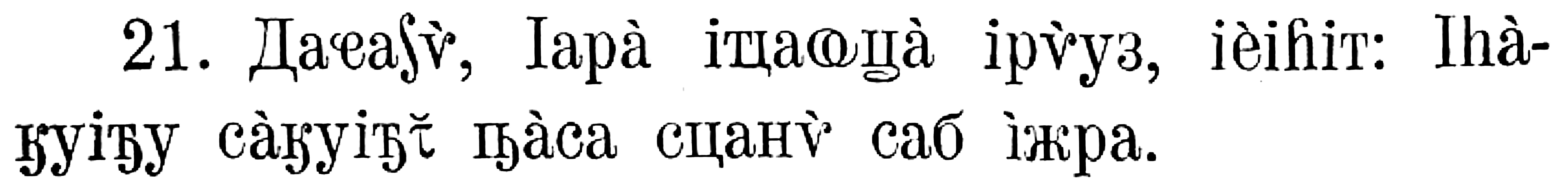
Matthieu 8:21 dans les Évangiles en abkhaze publiés en 1912.

## Représentations informatiques
Le dzwé peut être représenté avec les caractères Unicode suivants :
| formes    | représentations | chaînes de caractères | points de code | descriptions                     |
| --------- | --------------- | --------------------- | -------------- | -------------------------------- |
| capitale  | Ꚃ               | Ꚃ                     | U+A682         | lettre majuscule cyrillique dzwé |
| minuscule | ꚃ               | ꚃ                     | U+A683         | lettre minuscule cyrillique dzwé |